# Вьюхин, Валерий Николаевич
Валерий Николаевич Вьюхин (1941—2018) — русский советский писатель, прозаик, поэт, переводчик и редактор. Член Союза писателей СССР с 1979 года и Союза писателей России с 1992 года. Лауреат Государственной премии Республики Коми имени И. А. Куратова в области литературы (2008).
Заслуженный работник культуры Республики Коми (1991).

## Биография
Родился 4 августа 1941 года в деревне Большой Исток, Череповецкого района Вологодской области.
С 1958 по 1961 год проходил обучение в Егорьевском авиационном училище. С 1961 по 1998 год работал в Коми управлении гражданской авиации в должности бортмеханика различных типов самолётов, в том числе Ил-14, Ан-10, Ан-12 и Ту-134. С 1969 по 1974 год обучался на заочном отделении Литературного института имени А. М. Горького. С 1998 по 2006 год — ведущий редактор Коми научного центра УрО РАН, был участником создания трехтомной  энциклопедии «Республика Коми».
Член Союза писателей СССР с 1979 года и Союза писателей России с 1992 года. В 1963 году вышло его первое поэтическое произведение «Первый», опубликованное в газете «Молодёжь Севера». В 1973 и в 1978 году «Коми книжным издательством» были выпущены сборники «Тяготение» и  «Кровная связь», за которые в 1978 году он становится лауреатом Премии комсомола Коми АССР в области литературы. В 1982 году издательством «Современник» был выпущен сборник стихов  «Земное небо». В дальнейшем из под пера писателя вышли поэтические произведения «Поколение» (1991), «О тебе» (2003) и «Родство» (2007). Литературные произведения публиковались в литературно-художественных журналах  «Знамя», «Наш современник», «Невский альманах», «Север» и «Войвыв кодзув» .
В 1991 году ему было присвоено почётное звание Заслуженный работник культуры Республики Коми.  В 2007 году за книгу стихов «Родство» становится лауреатом  Государственной премии Республики Коми имени И. А. Куратова.
Скончался 2 июня 2018 года в Сыктывкаре.

## Награды
- Медаль ордена «За заслуги перед Отечеством» II степени (2005 — «за заслуги в области культуры и искусства, многолетнюю плодотворную работу»)[6]

### Звания
- Заслуженный работник культуры Республики Коми (1991)[2]

### Премии
- Лауреат Премии Комсомола Коми АССР в области литературы (1978 — за сборники стихов «Тяготени» и «Кровная связь»)[2]
- Лауреат Государственной премии Республики Коми имени И. А. Куратова (2007 — за книгу стихов «Родство»)[2]